# بارانیا (استان)
بارانیا (به مجاری: Baranya megye) یکی از استان‌های مجارستان با مساحت ۴٬۴۲۹٫۵۹ کیلومترمربع است. بر اساس سرشماری سال ۲۰۱۸، جمعیت آن برابر با ۳۶۳٬۷۲۱ نفر است.

## نگارخانه

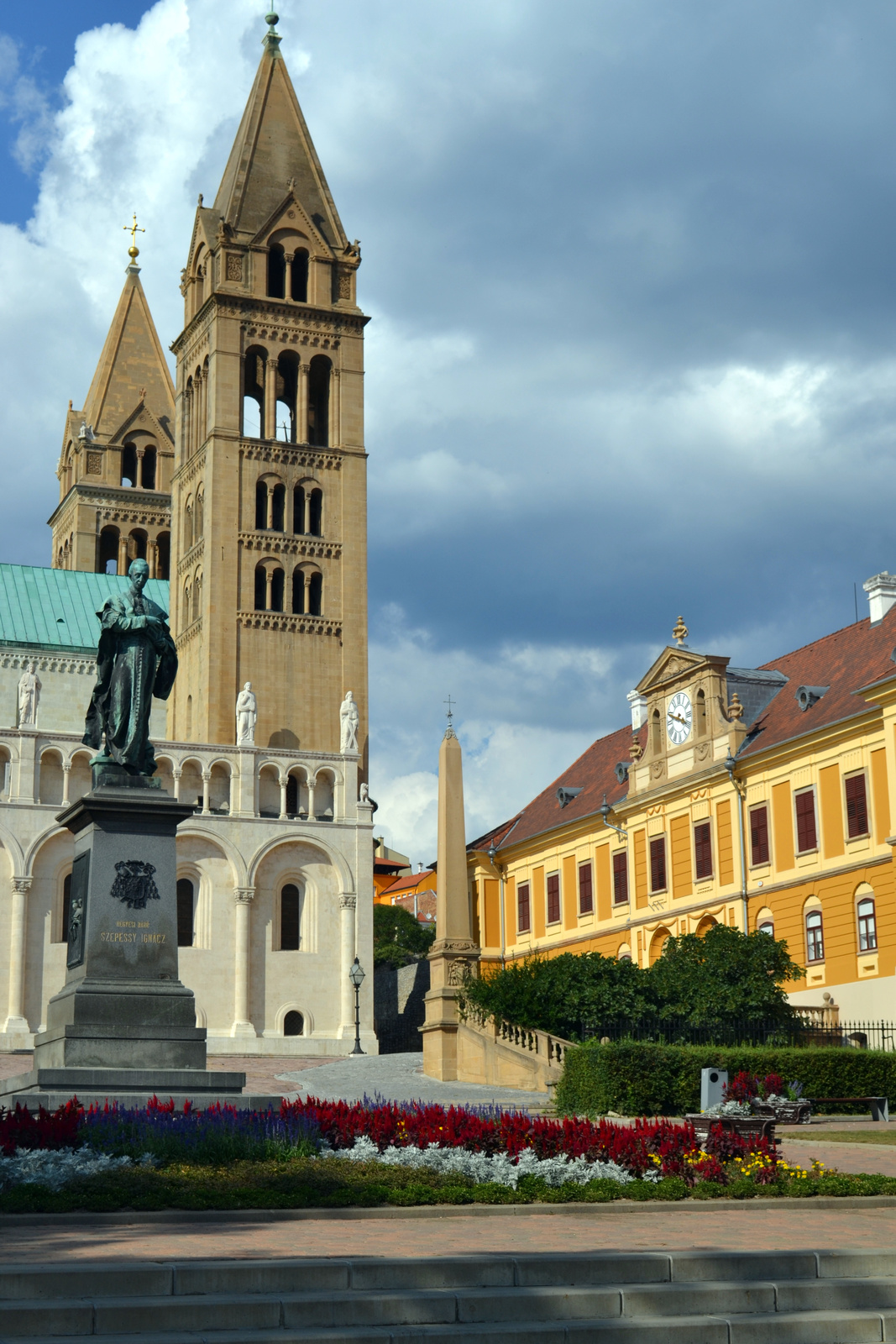
پچ
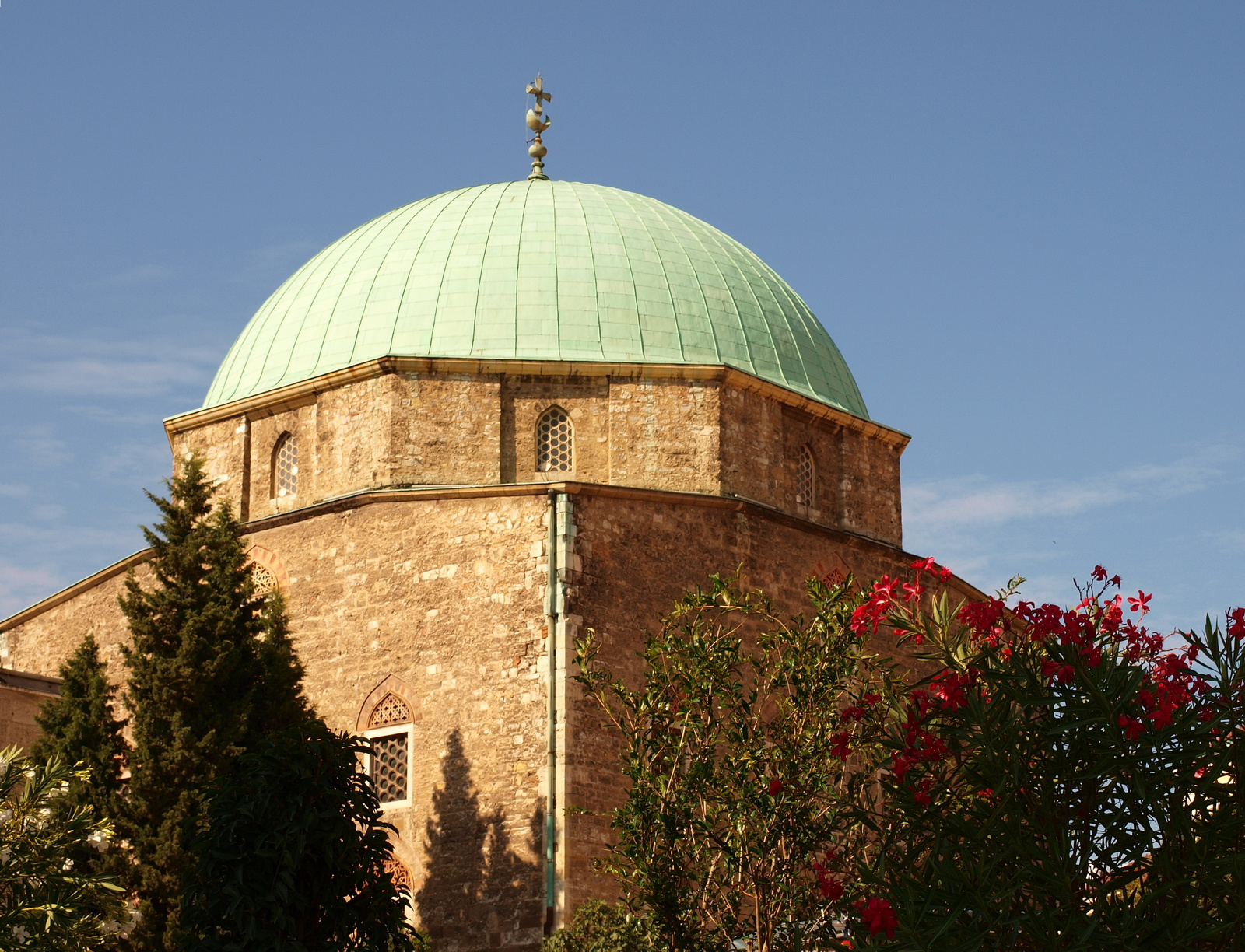
مسجد قاسم پاشا در شهر پچ
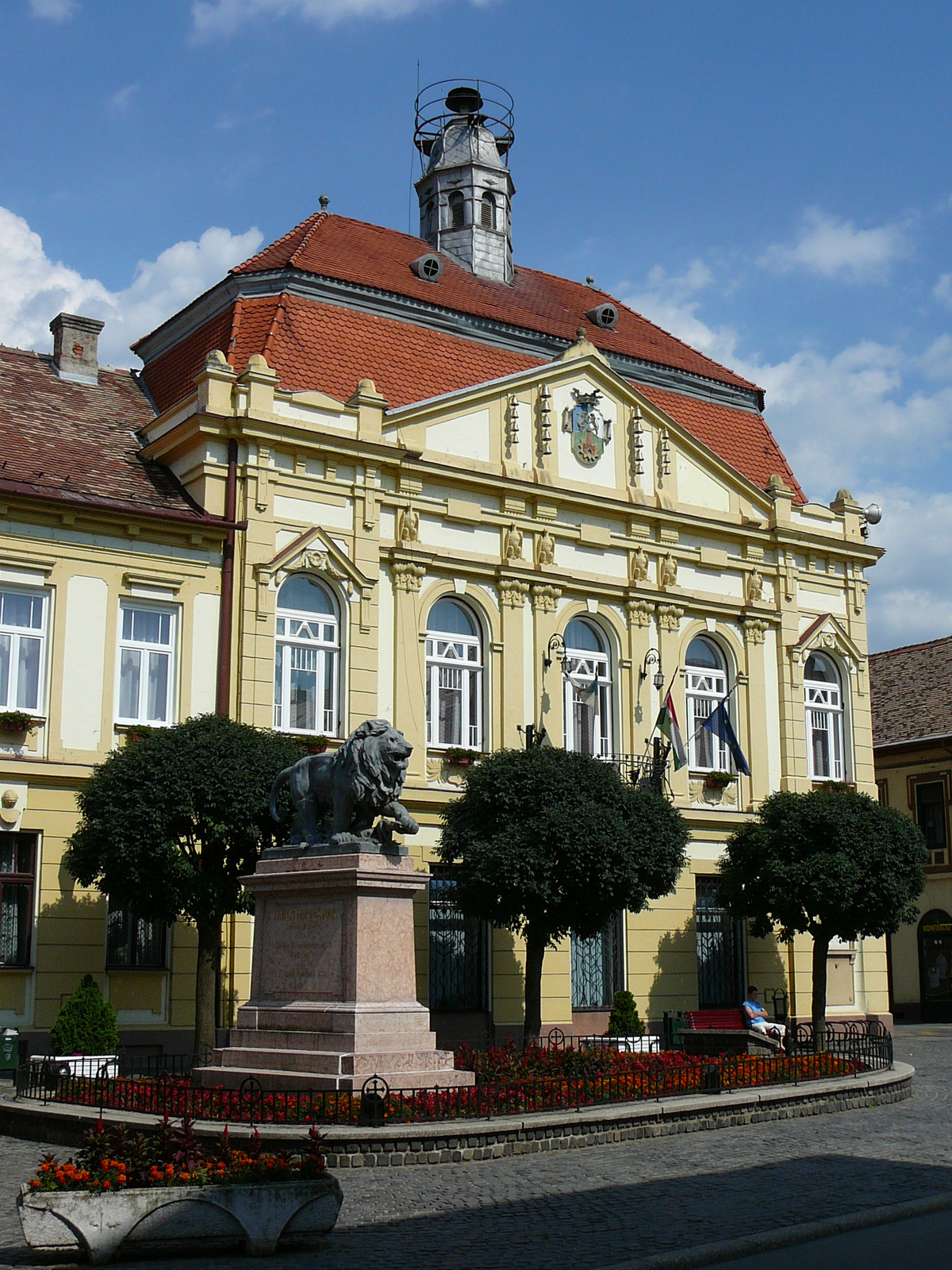
شهرداری سیگت‌وار
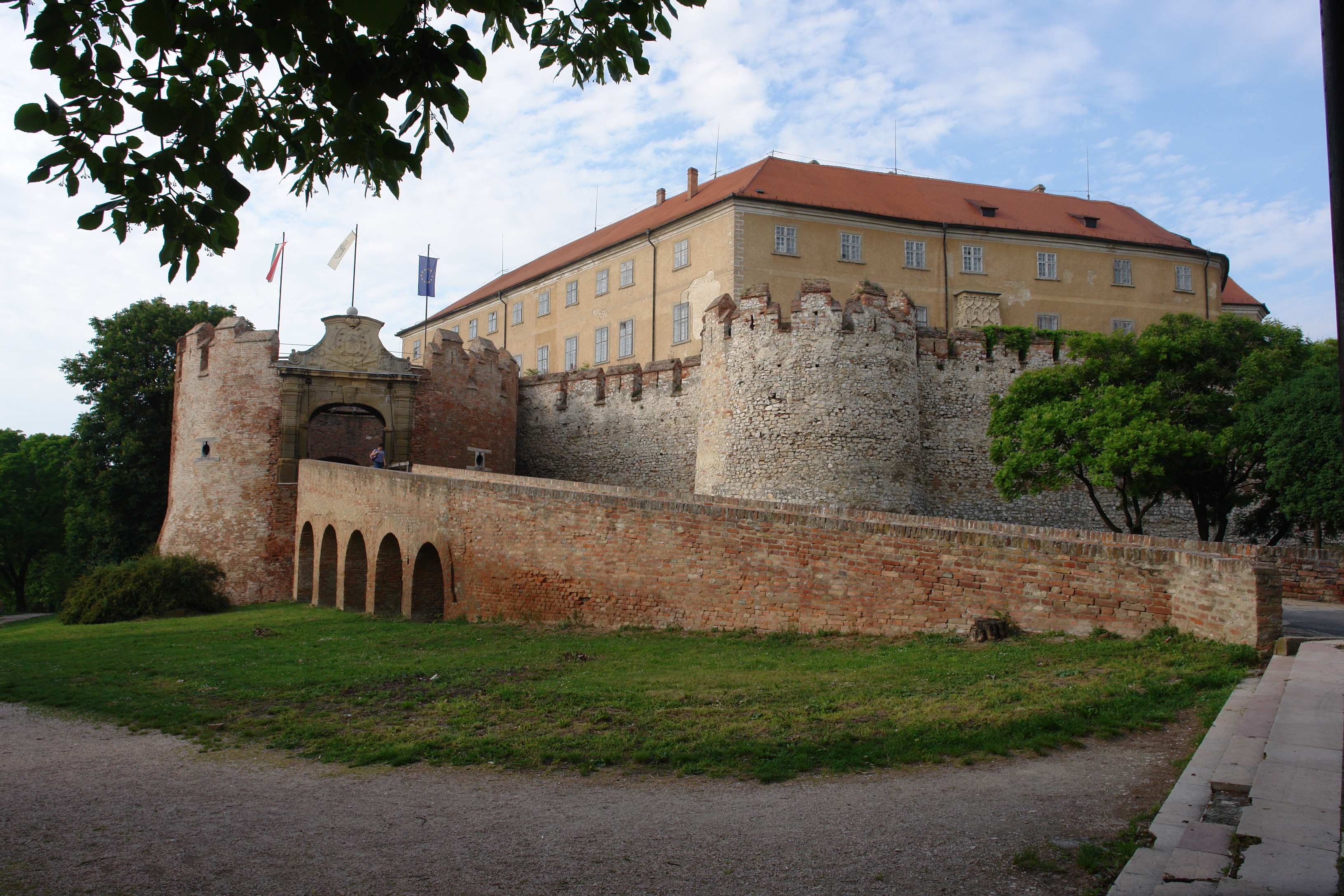
قلعه شیکلوش
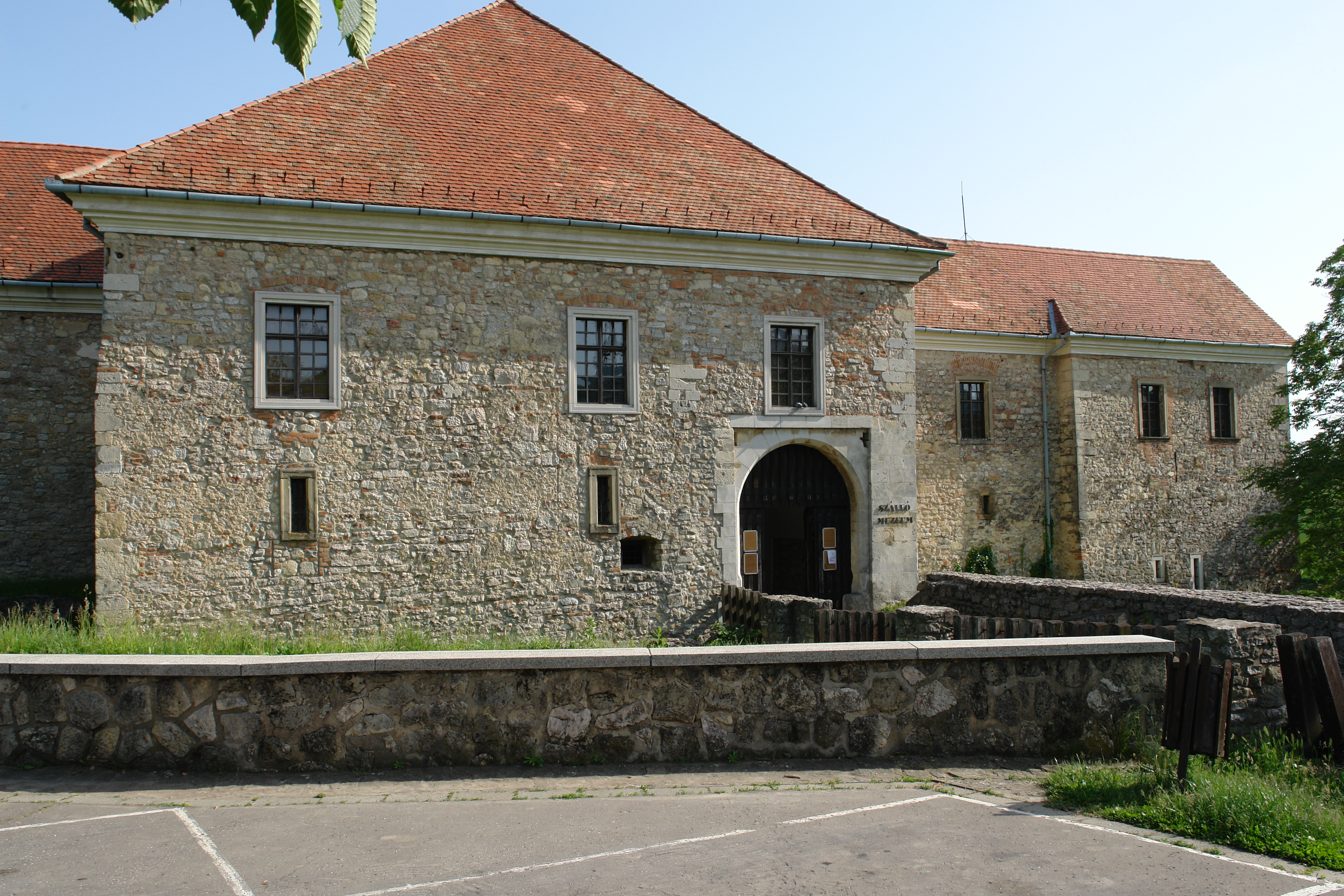
پِچ֯وَراد